# Епіграветська культура
Епіграветська культура, Епігравет, або мікрогравет, — археологічна культура (технокомплекс) пізньої пори верхньої (пізньої) давньокам'яної доби. Була поширена в Україні, Молдові, Польщі (Повисля), Румунії (Молдова) та Росії (Подесіння, Нижнє Подоння).
Культура характеризується поширенням вкладнів до наконечників списів у вигляді крем'яних мікропластинок й мікровістер з притупленим краєм.
Український мікрогравет має прямо тотожній у сучасній йому мадленській культурі Франції, Іспанії, Німеччини й Австрії та в епіграветі Італії. Мистецтво епігравету у вигляді схематичних зображень, яскравим прикладом якого є знахідки Мізинської стоянки.
Після конференція «Епігравет України», що відбулася у Києві 1999 року для позначення пізніх пам'яток граветської традиції, що раніше називали мадленськими, східнограветськими чи мікрограветськими, затвердився термін епігравет. Проте термін «мікрогравет» є більш доречний, оскільки «епігравет» перегукується з епіграветом Італії, та вказує на не доведене походження від граветської культури.
Широко відомі епіграветські стоянки з житлами з кісток мамонта Північної України: Кирилівська на Подолі у Києві, Мізинська, Добранічівська й Межиріцька. Відомі також Гінцівська, Амвросіївська, Велика Акаржа, Анетівка ІІ тощо.
За епігравету полювали на великих ссавців холодних прильодовикових: у північних лісостепах — на мамутів й північних оленів, у південних степах — на бізонів й коней.
Однотипність крем'яного інвентарю мікрогравету на Україні ускладнює виділення місцевих варіантів. Існують спроби поділу його на культурні групи й навіть на окремі культури.

## Час
Епіграветська культура в Східній Європі виявлена у дофинівському похованому ґрунті (df1—3) та у нижньому й середньому горизонті причорноморських лесів (pc 1), що співвідносяться з пізнім льодовиковим періодом. Дофинівський горизонт України співвідноситься з потеплінням Ляско у Західній Європі (18-17 тисяч років тому). Потепління змінилося похолоданням, що в Україні призвело до відкладення причорноморських лесів.
Тривав у 19—12 тисяч років тому, коли однотипні пам'ятки з дрібними вістрями з притупленим краєм домінували на територіях від Атлантики до Подоння.
Епіграветська традиція обробки кременю продовжила розвиток у першій половині наступної, кінцевої пори пізньо-давньокам'яної доби. Деякі епіграветські стоянки України разом з найпізнішими мадленських пам'ятками Центральної та Західної Європи вказують на існування епігравету до аллередського потепління 12 тисячі років тому.
В цілому, граветські разом з епіграветськими традиціями тривали в Україні майже 20 тисяч років: від 30 тияч років тому (Молодове V, шари 9 і 10) до 12 тисяч років тому (Солоне Озеро VI, Рогалик VII, Кам'яна Балка й інші). За максимуму похолодання 20—19 тисяч років відбулася трансформація гравету в епігравет, місцями за участю носіїв інших культурних традицій, зокрема епіоріньяку.
За кінцевої давньокам'яної доби на епіграветських традиціях постали осокорівська та шан-кобинська культури

## Походження епігравету України
Епігравет України виводять від:
1. класичної граветської культури попередньої пори;
2. віллендорфсько-костенківської культури (східний гравету);
3. оріньяцької культури Східної Європи;
4. суміші граветської й оріньяцької культури;
5. поступу нової, загальноприйнятої техніки обробки кременю на різному культурному підґрунті у різних краях.

А решті Європі тотожні епігравету, мадленську культуру й, епігравет Італії виводять з класичної граветської культури, що була фактично типологічною й часовою попередницею свого здрібнілого нащадка — епігравету.

## Епіграветська фаза граветської культури Передкарпаття
За матеріалами верхніх шарів (1—4) стоянки Молодове V, датованих 17,0—10,5 тисяч років тому, розвиток граветських традицій у Наддністрянщіні тривав до кінця пізньо-давньокам'яної доби. Така статиграфія була заперечена Д. Ю. Нужним, що розглядає всю пачку верхніх шарів 1—6, як єдиний «досить гомогенний» комплекс, який можна впевнено датувати 18—17 тисячою років тому. Навпроти бельгійський археолог П. Езарц, підтвердив, що шари 4—6 продатовані методом С14 у межах 21,5—17,7 тисяч років тому, а шари 1—3 віднесені до фінального гляциалу, 15—10 тисяч років тому. Раніше знана як пізньомолодовська культура набула статусу епіграветської фази граветської культури у Передкарпатті. Це підтверджуєтся дослідженням стоянки Косоуци у Молдові.

## Епігравет степової України
На ранніх епіграветських стоянках степової України Амвросіївка, Анетівка ІІ, Велика Акаржа присутні оріньяцькі риси у вигляді мікровкладень дюфур, високих нуклеподібних скребачок, багатофасеткових різців. Ймовірно, вони були створені попереднім епіоріньяцьким населенням, яке полишило стоянки Сагайдак І, Анетівка І, Гордашівка, Рашків VII, Муралівка, Золотівка, що датуються 21—18 тисячами років тому. Ці епіоріньяцькі стоянки синзронні найранішим епіграветським стоянкам степового Причорномор'я.
Найдавніші епіграветські пам'ятки Надчорномор'я та Надозів'я датуються 19, 18 тисячами років тому — Амвросіївка, Анетівка ІІ, Акаржа, Нововолодимирівка ІІ.
Наймолодші епіграветські пам'ятки Надчорномор'я та Надозів'я вже відносяться до першої половини заключної пори пізньо-давньокам'яної доби датуються 13, 12 тисячами років тому — Солоне Озеро VI (біля північного узбережжя Сивашу), Рогалик VII (на Луганщині), Кам'яна Балка, Мис 3 й інші.

## Епігравет Середнього Подніпров'я й Подесіння
Яскравою та нетривалою була група стоянок епігравету у Середньому Подніпров'ї та Подесінні з житлами з кісток мамута — Гінці, Межирічі, Добранічівка, Мізин, Юдинове, Єлисейовичі, Тимонівка та інші, що датуються кінцем пізньої пори пізньо-давньокам'яної доби: 15—14 тисячами років тому. Ймовірно, край їхньому існуванню, поклало рауніське потепління близько 13,5 тисячі років тому, що спричинило вимирання мамутів у Європі.